# گمینا مورده
گمینا مورده (به لهستانی:  Gmina Mordy) یک گمینا در لهستان است که در شهرستان شدلتسه واقع شده‌است. گمینا مورده ۱۷۰٫۱۷ کیلومتر مربع مساحت و ۶٬۰۱۷ نفر جمعیت دارد.